# Nacionalno prvenstvo ZDA 1893
Nacionalno prvenstvo ZDA 1893 v tenisu.

## Moški posamično
Robert Wrenn :  Fred Hovey  6-4 3-6 6-4 6-4

## Ženske posamično
Aline Terry :  Augusta Schultz  6-1, 6-3

## Moške dvojice
Clarence Hobart /  Fred Hovey :  Oliver Campbell /  Bob Huntington 6–4, 6–4, 4–6, 6–2

## Ženske dvojice
Aline Terry /  Harriet Butler :  Augusta Schultz /  Ms Stone 6–4, 6–3

## Mešane dvojice
Ellen Roosevelt /  Clarence Hobart :  Ethel Bankson /  Robert Willson Jr. 6–1, 4–6, 10–8, 6–1